# گرگ لیک
گرگ لیک (انگلیسی: Gregory Stuart "Greg" Lake؛ ۱۰ نوامبر ۱۹۴۷ - ۷ دسامبر ۲۰۱۶) یک موسیقی‌دان اهل بریتانیا بود. وی از سال ۱۹۶۶ تا ۲۰۱۶ میلادی مشغول فعالیت بود.شهرت عمده او برای بنیان گذاشتن گروه های پراگرسیو راک کینگ کریمسون و امرسون، لیک اند پالمر بود. وی در ۶۹ سالگی بر اثر سرطان لوزالمعده درگذشت.